# Kvejl
Et kvejl (eng: Coiled sheets, Flemish Flake, Flemish Coil eller blot Flemish) er en længde af tov eller reb, som er lagt op i en spiral-/ringformet bunke (kaldet en opkvejling).
Oprindeligt et maritimt fagudtryk, der også benyttes indenfor telefoni om en overskydende kabellængde på et (aktivt) kabel, der er opkvejlet.